# Episodi di Becker (quinta stagione)
La quinta stagione della serie televisiva Becker, composta da 22 episodi, è andata in onda sul canale CBS dal 6 ottobre 2002 al 20 aprile 2003.
| nº | Titolo originale                        | Titolo italiano                        | Prima TV USA     | Prima TV Italia |
| -- | --------------------------------------- | -------------------------------------- | ---------------- | --------------- |
| 1  | Someone's In The Kitchen with Reggie?   | L'imbarazzo della scelta               | 6 ottobre 2002   |                 |
| 2  | Do the Right Thing                      | Quel che è fatto è fatto               | 13 ottobre 2002  |                 |
| 3  | L.A. Woman                              | La ragazza di Los Angeles              | 20 ottobre 2002  |                 |
| 4  | And The Heartbeat Goes On               | L'Ipocondriaco ha ragione              | 27 ottobre 2002  |                 |
| 5  | The Grand Gesture                       | Il grande gesto                        | 3 novembre 2002  |                 |
| 6  | The 100th                               | Numero cento                           | 17 novembre 2002 |                 |
| 7  | Papa Does Preach                        | La difficoltà della convivenza         | 24 novembre 2002 |                 |
| 8  | Atlas Shirked                           | L'atlante                              | 1º dicembre 2002 |                 |
| 9  | Blind Injustice                         | Cieca ingiustizia                      | 8 dicembre 2002  |                 |
| 10 | Chris-Mess                              | Natale con i suoi?                     | 15 dicembre 2002 |                 |
| 11 | Once Upon a Time                        | C'era una volta                        | 5 gennaio 2003   |                 |
| 12 | Bad to the Bone                         | Cattivo fino all'osso                  | 2 febbraio 2002  |                 |
| 13 | But I've Got Friends I Haven't Used Yet | Ho degli amici che non ho ancora usato | 9 febbraio 2003  |                 |
| 14 | The Pain in the Neck                    | Mal di collo                           | 16 febbraio 2003 |                 |
| 15 | Nightmare on Becker Street              | Una vicina troppo vicina               | 2 marzo 2003     |                 |
| 16 | The Job                                 | Il lavoro                              | 9 marzo 2003     |                 |
| 17 | Thank You for Not Smoking               | Vietato fumare grazie                  | 16 marzo 2003    |                 |
| 18 | Amanda Moves Out                        | Addio Amanda                           | 30 marzo 2003    |                 |
| 19 | Ms. Fortune                             | Madame Futuro                          | 6 aprile 2003    |                 |
| 20 | Mr. and Ms. Conception                  | Signore e Signora Concezione           | 13 aprile 2003   |                 |
| 21 | Chris's Ex                              | L'ex di Chris                          | 20 aprile 2003   |                 |
| 22 | Daytime Believer                        | Sogni ad occhi aperti                  | 20 aprile 2003   |                 |

## L'imbarazzo della scelta
- Titolo originale: Someone's In The Kitchen with Reggie?
- Diretto da: Andy Ackerman
- Scritto da: Kate Angelo

### Trama
- Guest star: Abdul Salaam El Razzac, Sally Champlin

## Quel che è fatto è fatto
- Titolo originale: Do the Right Thing
- Diretto da: Andy Ackerman
- Scritto da: Ian Gurvitz

### Trama
- Guest star: Van Epperson

## La ragazza di Los Angeles
- Titolo originale: L.A. Woman
- Diretto da: Darryl Bates
- Scritto da: Russ Woody

### Trama
- Guest star: Shawn Christian

## L'Ipocondriaco ha ragione
- Titolo originale: And The Heartbeat Goes On
- Diretto da: Gail Mancuso
- Scritto da: Gigi McCreery e Perry M. Rein

### Trama
- Guest star: Hal Holbrook

## Il grande gesto
- Titolo originale: The Grand Gesture
- Diretto da: Gail Mancuso
- Scritto da: Michael Rowe

### Trama
- Guest star: Lilli Birdsell, Keri Coleman

## Numero cento
- Titolo originale: The 100th
- Diretto da: Ken Levine
- Scritto da: Ken Levine e David Isaacs

### Trama
- Guest star: John Coleman, Julie Claire

## La difficoltà della convivenza
- Titolo originale: Papa Does Preach
- Diretto da: Chris Brougham
- Scritto da: Norm Gunzenhauser

### Trama
- Guest star: French Stewart, Loren Berman

## L'atlante
- Titolo originale: Atlas Shirked
- Diretto da: Darryl Bates
- Scritto da: Liz Astrof

### Trama
- Guest star: Angela Paton

## Cieca ingiustizia
- Titolo originale: Blind Injustice
- Diretto da: Ken Levine
- Scritto da: Liz Astrof

### Trama
- Guest star: Troy Evans, James Pickens Jr., John Prosky, Johnny A. Sanchez

## Natale con i suoi?
- Titolo originale: Chris-Mess
- Diretto da: Gail Mancuso
- Scritto da: Kate Angelo

### Trama
- Guest star: Susan Gibney

## C'era una volta
- Titolo originale: Once Upon a Time
- Diretto da: Gail Mancuso
- Scritto da: James Petrille

### Trama
- Guest star: Wendell Wright

## Cattivo fino all'osso
- Titolo originale: Bad to the Bone
- Diretto da: Wil Shriner
- Scritto da: Russ Woody

### Trama
- Guest star: Taylor Handley

## Ho degli amici che non ho ancora usato
- Titolo originale: But I've Got Friends I Haven't Used Yet
- Diretto da: Andy Ackerman
- Scritto da: Ian Gurvitz

### Trama
- Guest star: Kelsey Grammer, James Pickens Jr.

## Mal di collo
- Titolo originale: The Pain in the Neck
- Diretto da: Randy Carter
- Scritto da: Gigi McCreery e Perry M. Rein

### Trama
- Guest star: Daniel Roebuck

## Una Vicina Troppo Vicina
- Titolo originale: Nightmare on Becker Street
- Diretto da: Gail Mancuso
- Scritto da: Michael Rowe

### Trama
- Guest star: Betty Garrett, Shawn Christian

## Il lavoro
- Titolo originale: The Job
- Diretto da: Darryl Bates
- Scritto da: Patricia Breen

### Trama
- Guest star: Patrick Richwood

## Vietato fumare grazie
- Titolo originale: Thank You for Not Smoking
- Diretto da: Michael Uppendahl
- Scritto da: Liz Astroff

### Trama
- Guest star: Lindsay Price, Carla Toutz

## Addio Amanda
- Titolo originale: Amanda Moves Out
- Diretto da: Michael Uppendahl
- Scritto da: Gigi McCreery e Perry M. Rein

### Trama
- Guest star: John DiResta

## Madame Futuro
- Titolo originale: Ms. Fortune
- Diretto da: Chris Brougham
- Scritto da: Russ Woody

### Trama
- Guest star: Yeardley Smith, Conchata Ferrell

## Signore e Signora Concezione
- Titolo originale: Mr. and Ms. Conception
- Diretto da: Darryl Bates
- Scritto da: Michael Rowe

### Trama
- Guest star: Jason Kravits, Heidi Swedberg, Alex Skuby, Leon Russom

## L'ex di Chris
- Titolo originale: Chris's Ex
- Diretto da: Gail Mancuso
- Scritto da: Ian Gurvitz

### Trama
- Guest star: Jon Cryer, Amy Spanger

## Sogni ad occhi aperti
- Titolo originale: Daytime Believer
- Diretto da: Chris Brougham
- Scritto da: Kate Angelo